# Töpfner Alexandra
Töpfner Alexandra (Szekszárd, 1996. február 8.) magyar válogatott kézilabdázó, a CS Rapid București játékosa.

## Pályafutása

### Klubcsapatban
Töpfner Alexandra Szekszárdon kezdett kézilabdázni. Játszott a Veszprém Barabás KC utánpótláscsapataiban, 2014-től a Mosonmagyaróvári KC SE II csapatában rendszeresen játszott a másodosztályban, az élvonalban 2016-ban debütált. Ennek a szezonnak a végén a mosonmagyaróvári csapat kiesett az első osztályból, a következő évben megnyerték ugyan a másodosztályú bajnokságot, Töpfner azonban a több játéklehetőség miatt az NB1/B keleti csoportjában 6. helyen végző Kispest NKK játékosa lett.
A 2018–2019-es szezonban 97 gólt szerzett a kispesti csapatban, majd a következő szezonban leigazolta őt az első osztályú Alba Fehérvár KC. A fehérvári csapatnál évről évre egyre jobb játékot mutatott, a 2021–2022-es évadban 103 góljával csapata legeredményesebb gólszerzője lett. A következő szezont pedig már a bajnokság bronzérmesénél, a Debreceni VSC csapatánál kezdte. A debreceni csapattal bronzérmes lett a bajnokságban első ott töltött évében és 25 bajnoki mérkőzésen 130 gólt szerezve csapata legjobb góllövője lett. A 2023–2024-es idényben a Bajnokok Ligájában is részt vehetett. 2025 nyarán igazolt a román bajnokság ötödik helyezettjéhez, a CS Rapid Bucureștihez.

### A válogatottban
Első válogatott mérkőzését 2022 októberében a román válogatott ellen játszotta. Részt vett a 2022-es Európa-bajnokságon, ahol Lukács Viktória mögött második számú jobbszélsőként kevesebb játéklehetőseget kapott, végül két gólt szerzett a tornán.